# Горб, Станислав Николаевич
Горб Станислав Николаевич — немецкий и украинский зоолог и энтомолог, специалист по функциональной морфологии, биомеханики и этологии, академик Германской Академии Наук (2011), профессор (2008), доктор биологических наук (2001), возглавляет отдел функциональной морфологии и биомеханики Кильского университета (Германия). Автор более 500 научных работ. По состоянию на 2016 год имеет наиболее высокие наукометрические показатели в базе данных Scopus, среди украинских учёных.

## Биография
В 1989 году окончил кафедру зоологии биологического факультета Киевского университета. С 1990 года работал в Институте зоологии имени И. И. Шмальгаузена НАН Украины. В 1991 году защитил кандидатскую диссертацию на тему «Функциональная морфология системы арретира у стрекоз» под руководством Л. И. Францевича. В 1994—1995 годах — постдок в Институте зоологии Венского университета (Австрия). С 1996 года работает в различных научных учреждениях Германии. В 2001 году в Институте зоологии НАН Украины защитил докторскую диссертацию на тему «Функциональная морфология фрикционных систем у насекомых». С 2008 года возглавляет отдел функциональной морфологии и биомеханики Кильского университета. В 2011 году был избран действительным членом Немецкой Академии Наук «Леопольдина», став вторым украинским зоологом после Шмальгаузена, который был удостоен такой чести. По состояния на 2016 год также работает в Институте Макса Планка (Штутгарт, Германия).

## Награды
- 1995 — Schloessmann Award, Biology and Material Science (Германия)
- 1996-1997 — Премия Президента Украины для молодых ученых
- 1998 — Chicago Zoological Society Award (США)
- 2005 — Science Award of the Donors 'Association for the Promotion of Science and Humanities in Germany (Германия)
- 2011 — International Forum Design Gold Award (category Materials)
- 2011 — Materialica «Best of» Award (Германия)
- 2011 — Transfer-Award of Schleswig-Holstein (Германия)

## Важные публикации
- Kovalev, A. E., Filippov, A. E., and Gorb, S. N. (2013) Insect wet steps: loss of fluid from insect feet adhering to a substrate. J.R.Soc. Interface, doi:10.1098/rsif.2012.0639.
- Creton, C. and Gorb, S.N. (2007) Sticky feet: from animals to materials. MRS Bulletin 32: 466—468.
- Gorb, S.N., and Fischer, M.S. (2000) Three-dimensional analysis of the arrangement and length distribution of fascicles in the triceps muscle of Galea musteloides (Rodentia, Cavimorpha). Zoomorphology 120: 91-97